# Le Guédeniau
Le Guédeniau est une ancienne commune française située dans le département de Maine-et-Loire, en région Pays de la Loire, devenue le 1er janvier 2016, une commune déléguée de la commune nouvelle de Baugé-en-Anjou.
Le 11 juillet 2010, Le Guédéniau est devenu Le Guédeniau.
Cette commune rurale se situe dans le Baugeois, au sud-est de la ville de Baugé.

## Géographie

### Localisation
Ce village angevin de l'ouest de la France se situe dans le Baugeois, au sud-est de Baugé, sur la route D 58 qui va du Mouliherne à Baugé.
Le Baugeois est la partie nord-est du département de Maine-et-Loire. Il est délimité au sud par la vallée de l'Authion et celle de la Loire, et à l'ouest par la vallée de la Sarthe.

### Géologie et relief
L'altitude de la commune varie de 48 à 102 mètres, pour une altitude moyenne de 75 mètres, et s'étend sur plus de 18 km2 (1 810 hectares), composée de 571 ha sur la forêt de Chandelais, 660 ha de bois privés, 550 ha de terres en culture, et 29 ha occupés par les habitations, routes et chemins.
Son territoire se situe sur l'unité paysagère du plateau du Baugeois. Le relief du Baugeois est principalement constitué d'un plateau, aux terrains sablonneux, siliceux ou calcaires, caractérisés par de larges affleurements sédimentaires, crétacés, sables et calcaires aux teintes claires.
Une partie de la commune comporte des Zones naturelles d'intérêt écologique, floristique et faunistique, pour la forêt de Chandelais, la cavité souterraine de Chanzelles, la partie nord de la forêt de Monnaie, et le bois au Moine, bois de Bel Air et boisements proches.

### Hydrographie
Le village est traversé par le ruisseau Le Brocard, qui prend sa source à 1,5 km au nord ; ruisseau connu au Moyen Âge sous le nom de Bray.

### Climat
Son climat est tempéré, de type océanique. Le climat angevin est particulièrement doux, du fait de sa situation entre les influences océaniques et continentales. Généralement les hivers sont pluvieux, les gelées rares et les étés ensoleillés.

### Aux alentours
Les communes les plus proches sont Bocé (3 km), La Lande-Chasles (3 km), Cuon (4 km), Mouliherne (6 km), Pontigné (6 km), Chartrené (6 km), Lasse (6 km), Le Vieil-Baugé (7 km), Baugé (7 km) et Saint-Martin-d'Arcé (7 km).

## Urbanisme
Morphologie urbaine : Le village s'inscrit dans un territoire essentiellement rural.
En 2009 on trouve 209 logements sur la commune du Guédeniau, dont 68 % sont des résidences principales, pour une moyenne sur le département de 91 %, et dont 77 % des ménages en sont propriétaires. En 2013, on y trouve 222 logements, dont 68 % sont des résidences principales, pour une moyenne sur le département de 91 %, et dont 77 % des ménages en sont propriétaires.

## Toponymie et héraldique

### Étymologie
Un passage à gué est à l'origine du nom de la commune. C'est vers l'an mil que l'on retrouve les premières traces du village ; vers 1060/1080 sous le nom de Vadum puis plus tard sous le nom de Daniels de Vado, au XIIIe siècle Vadum Danielis et beaucoup plus tard Gué de Daniel. C'est vers 1700 que semble être utilisé le plus couramment Le Gué de Niau, pour devenir Le Guedeniaud à la fin du XVIIIe siècle, Legué-de-Nieau au début du XIXe siècle, pour devenir ensuite Le Guédéniau puis Le Guédeniau.

### Graphie
On note l'existence d'une graphie antérieure à celle d'aujourd'hui, dans laquelle l'unique accent se trouve sur le second « e » du mot « Guédéniau » : « Le Guedéniau » et Le Guédéniau.

Le 8 juillet 2010, le Premier ministre autorise le changement de nom de la commune : Le Guédeniau devient le nom officiel de la commune.

### Gentilé
Ses habitants sont appelés les Guédaniellissois.

### Héraldique
| Blason de Guédeniau (Le) | Blason  | De sinople à la fasce ondée d'argent chargée d'un brocard (chevreuil d'un an) de sable, accompagnée en chef à dextre d'un treuil et sa chaîne d'argent, en chef à senestre d'un fer de moulin du même et en pointe d'un rameau de chêne d'or. |
| Blason de Guédeniau (Le) | Détails | Le blason est créé en 1991, le ruisseau le Brocard est représenté au milieu, le brocard désignant le chevreuil d'un an. Le fer du moulin symbolise le moulin à eau que possédait le seigneur Daniel, le treuil et sa chaîne correspondent au lavoir. Quant au rameau de chêne, il situe la commune en bordure des forêts de Chandelais et de Maunaie. Le statut officiel du blason reste à déterminer. |

## Histoire

### Préhistoire
Présence de vestiges d'une occupation préhistorique : une hache en pierre polie, menhir dit La Pierre de Guédéniau.

### Moyen Âge
En 1083, un prieuré y est fondé, dont il ne subsiste aujourd'hui que deux logis du XVe siècle. L'église aurait été construite au XIIe siècle. Elle est dédiée à saint Germain.
Au XVe siècle le roi René, qui aime venir chasser dans les forêts de la région, fait reconstruire le château de Baugé.

### Ancien Régime
La seigneurie au XVIIIe siècle dépend du château du Frène d'Auverse. Sous l'Ancien Régime, la localité dépend de la sénéchaussée angevine de Baugé, du diocèse d'Angers et de l'archiprêtré de Bourgueil.

### Époque contemporaine
À la réorganisation administrative qui suit la Révolution, en 1790 la commune est rattachée d'abord au canton de Mouliherne, puis en 1800, à celui de Baugé. Il est intégré au district de Baugé, puis en 1800 à l'arrondissement de Baugé, et à sa disparition en 1926, à l'arrondissement de Saumur.
En 2014, un projet de fusion de l'ensemble des communes de l'intercommunalité se dessine. Le 18 mai 2015, les conseils municipaux de l'ensemble des communes du territoire communautaire votent la création d'une commune nouvelle au 1er janvier 2016. L'arrêté préfectoral est signé le 10 juillet et porte sur la création au 1er janvier 2016 de la commune nouvelle de « Baugé-en-Anjou », groupant les communes de Baugé-en-Anjou, Bocé, Chartrené, Cheviré-le-Rouge, Clefs-Val d'Anjou, Cuon, Échemiré, Fougeré, Le Guédeniau et Saint-Quentin-lès-Beaurepaire.

## Politique et administration

### Administration actuelle
Depuis le 1er janvier 2016, Le Guédeniau constitue une commune déléguée au sein de la commune nouvelle de Baugé-en-Anjou et dispose d'un maire délégué.
| Période                                  | Période  | Identité            | Étiquette | Qualité |
| ---------------------------------------- | -------- | ------------------- | --------- | ------- |
| janvier 2016                             | mai 2020 | Josiane Jouis       |           |         |
| mai 2020                                 | en cours | Jean-Marie Rousteau |           |         |
| Les données manquantes sont à compléter. |          |                     |           |         |

### Administration ancienne
La commune est créée à la Révolution. Municipalité en 1790. Le conseil municipal est composé de 11 élus.
| Période                                  | Période                  | Identité                | Étiquette | Qualité |
| ---------------------------------------- | ------------------------ | ----------------------- | --------- | ------- |
| 1er messidor an VIII (20 juin 1800)      |                          | Pierre Desvignes        |           |         |
| 2 janvier 1808                           |                          | Jacques Gaugain         |           |         |
| 10 février 1813                          | 30 août 1830 (démission) | Pierre Guinoiseau       |           |         |
| 6 septembre 1830                         |                          | Odiau                   |           |         |
| 1837                                     | 19 avril 1838 (décès)    | Pierre-Urbain Desvignes |           |         |
| 24 septembre 1838                        | 1851 (démission)         | René-Louis Maupoint     |           |         |
| 16 janvier 1852                          |                          | Jules Charlery          |           |         |
| 1881                                     |                          | Charles Lavoué          |           |         |
| 1892                                     |                          | Michel Forest           |           |         |
| 1912                                     |                          | Jean Chauveau           |           |         |
| 1919                                     | 1971                     | Louis Royer             |           |         |
| mars 1971                                | 1981                     | Alexandre Lemaure       |           |         |
| 1981                                     | mars 1989                | Arsène Georget          |           |         |
| mars 1989                                | mars 2001                | Jacques Rousteau        |           |         |
| mars 2001                                | mars 2014                | Gilbert Hardouin        |           |         |
| mars 2014                                | décembre 2015            | Josiane Jouis           |           |         |
| Les données manquantes sont à compléter. |                          |                         |           |         |

### Jumelages
La commune ne comporte pas de jumelage.

### Ancienne situation administrative

#### Intercommunalité
La commune est membre en 2015 de la communauté de communes du canton de Baugé. Créée en 1994, cette structure intercommunale regroupe les dix communes du canton, dont Bocé et Cuon. Elle a pour objet d'associer des communes au sein d'un espace de solidarité, en vue de l'élaboration d'un projet commun de développement et d'aménagement de l'espace.
La communauté de communes est alors membre du pays des Vallées d'Anjou, structure administrative d'aménagement du territoire. Le syndicat mixte du Pays des Vallées d'Anjou (SMPVA) regroupe six communautés de communes : Beaufort-en-Anjou, canton de Baugé, canton de Noyant, Loir-et-Sarthe, Loire Longué, Portes-de-l'Anjou.

#### Autres administrations
Conseil de développement du pays des vallées d'Anjou (CDPVA), syndicat intercommunal d'eau et d'assainissement de l'agglomération baugeoise, syndicat mixte intercommunal de valorisation et de recyclage thermique des déchets de l'Est Anjou (SIVERT), syndicat intercommunal pour l'aménagement du Couasnon (SIAC).
Le SIVERT est le syndicat intercommunal de valorisation et de recyclage thermique des déchets de l'Est Anjou, qui se trouve à Lasse.

#### Autres circonscriptions
Jusqu'en 2014, Le Guédeniau fait partie du canton de Baugé et de l'arrondissement de Saumur. Ce canton compte alors les dix mêmes communes que celles de la communauté de communes. Dans le cadre de la réforme territoriale, un nouveau découpage territorial pour le département de Maine-et-Loire est défini par le décret du 26 février 2014. La commune est alors rattachée au canton de Beaufort-en-Vallée, avec une entrée en vigueur au renouvellement des assemblées départementales de 2015.
Le Guédeniau est dans la troisième circonscription de Maine-et-Loire, composée de huit cantons dont Longué-Jumelles et Noyant. La troisième circonscription de Maine-et-Loire est l'une des sept circonscriptions législatives que compte le département.

## Population et société

### Évolution démographique
L'évolution du nombre d'habitants est connue à travers les recensements de la population effectués dans la commune depuis 1793. À partir du 1er janvier 2009, les populations légales des communes sont publiées annuellement dans le cadre d'un recensement qui repose désormais sur une collecte d'information annuelle, concernant successivement tous les territoires communaux au cours d'une période de cinq ans. 
Pour les communes de moins de 10 000 habitants, une enquête de recensement portant sur toute la population est réalisée tous les cinq ans, les populations légales des années intermédiaires étant quant à elles estimées par interpolation ou extrapolation. Pour la commune, le premier recensement exhaustif entrant dans le cadre du nouveau dispositif a été réalisé en 2006,.
En 2013, la commune comptait 357 habitants, en évolution de +8,18 % par rapport à 2008 (Maine-et-Loire : +3,3 %, France hors Mayotte : +2,49 %).
| 1793 | 1800 | 1806 | 1821 | 1831 | 1841 | 1846 | 1851 | 1856 |
| ---- | ---- | ---- | ---- | ---- | ---- | ---- | ---- | ---- |
| 700  | 547  | 663  | 940  | 903  | 912  | 916  | 864  | 883  |

| 1861 | 1866 | 1872 | 1876 | 1881 | 1886 | 1891 | 1896 | 1901 |
| ---- | ---- | ---- | ---- | ---- | ---- | ---- | ---- | ---- |
| 836  | 825  | 755  | 742  | 736  | 697  | 713  | 683  | 679  |

| 1906 | 1911 | 1921 | 1926 | 1931 | 1936 | 1946 | 1954 | 1962 |
| ---- | ---- | ---- | ---- | ---- | ---- | ---- | ---- | ---- |
| 664  | 635  | 548  | 564  | 529  | 506  | 512  | 466  | 421  |

| 1968 | 1975 | 1982 | 1990 | 1999 | 2006 | 2011 | 2013 | - |
| ---- | ---- | ---- | ---- | ---- | ---- | ---- | ---- | - |
| 392  | 314  | 301  | 249  | 292  | 305  | 344  | 357  | - |

### Pyramide des âges
La population de la commune est relativement âgée. Le taux de personnes d'un âge supérieur à 60 ans (26,2 %) est en effet supérieur au taux national (21,8 %) et au taux départemental (21,4 %).
Contrairement aux répartitions nationale et départementale, la population masculine de la commune est supérieure à la population féminine (50,2 % contre 48,7 % au niveau national et 48,9 % au niveau départemental).
La répartition de la population de la commune par tranches d'âge est, en 2008, la suivante :
- 50,2 % d'hommes (0 à 14 ans = 21,6 %, 15 à 29 ans = 13,1 %, 30 à 44 ans = 24,8 %, 45 à 59 ans = 19 %, plus de 60 ans = 21,6 %) ;
- 49,8 % de femmes (0 à 14 ans = 21,1 %, 15 à 29 ans = 11,2 %, 30 à 44 ans = 24,3 %, 45 à 59 ans = 12,5 %, plus de 60 ans = 30,9 %).

| Hommes | Classe d’âge | Femmes |
| ------ | ------------ | ------ |
| 0,0    | 90 ans ou +  | 0,7    |
| 8,5    | 75 à 89 ans  | 13,8   |
| 13,1   | 60 à 74 ans  | 16,4   |
| 19,0   | 45 à 59 ans  | 12,5   |
| 24,8   | 30 à 44 ans  | 24,3   |
| 13,1   | 15 à 29 ans  | 11,2   |
| 21,6   | 0 à 14 ans   | 21,1   |

| Hommes | Classe d’âge | Femmes |
| ------ | ------------ | ------ |
| 0,4    | 90 ans ou +  | 1,1    |
| 6,3    | 75 à 89 ans  | 9,5    |
| 12,1   | 60 à 74 ans  | 13,1   |
| 20,0   | 45 à 59 ans  | 19,4   |
| 20,3   | 30 à 44 ans  | 19,3   |
| 20,2   | 15 à 29 ans  | 18,9   |
| 20,7   | 0 à 14 ans   | 18,7   |

### Vie locale
Services publics présents sur la commune : mairie, école élémentaire avec cantine, garderie périscolaire, bibliothèque. Située dans l'académie de Nantes, l'école est gérée en regroupement pédagogique intercommunal (RPI), avec les communes de Bocé et Cuon. Les autres services publics se trouvent à Baugé, dont le collège, l'hôpital intercommunal et le centre de secours.

Outre les services publics, on trouve plusieurs commerces sur la commune : boulangerie pâtisserie, bar tabac, restaurant, épicerie, ainsi que des services itinérants tels une poissonnerie et une charcuterie.
La plupart des structures de santé se trouvent à Baugé, comme l'hôpital local, l'hôpital intercommunal du Baugeois et de la Vallée (95 places), et plusieurs maisons de retraite.
La collecte des déchets ménagers (tri sélectif) est organisée par la communauté de communes du canton de Baugé. La déchèterie intercommunale se situe sur la commune de Saint-Martin-d'Arcé.
Le Guédeniau compte 60 km de chemins de randonnée communaux, nettoyés, balisés et répartis en cinq circuits, dont l'un est inscrit au plan départemental. On y trouve également un jardin public, avec aire de pique-nique sous abri, et une aire pour les campings-cars près de l'étang.
Le plus grand vide-grenier de la région s'y déroule le second dimanche du mois d'août, pendant lequel la commune organise sa « fête du Gros Croissant ». C'est environ 15 000 personnes qui sont accueillies à cette manifestation, avec la fabrication d'environ 5 000 croissants ce jour-là par la boulangerie du village.

## Économie

### Tissu économique
Commune principalement agricole, en 2008, sur les 26 établissements présents sur la commune, 42 % relèvent du secteur de l'agriculture. Deux ans plus tard, en 2010, sur 6 établissements présents sur la commune, 17 % relèvent du secteur de l'agriculture (pour une moyenne de 17 % sur le département), aucun du secteur de l'industrie, 33 % du secteur de la construction, 33 % de celui du commerce et des services et 17 % du secteur de l'administration et de la santé.
Sur 30 établissements présents sur la commune à fin 2013, 23 % relèvent du secteur de l'agriculture (pour une moyenne de 12 % sur le département), 20 % du secteur de l'industrie, 17 % du secteur de la construction, 33 % de celui du commerce et des services et 7 % du secteur de l'administration et de la santé.

### Agriculture
Liste des appellations présentes sur le territoire :
- IGP Bœuf du Maine, IGP Porc de la Sarthe, IGP Volailles de Loué, IGP Volailles du Maine, IGP Œufs de Loué ;
- IGP Cidre de Bretagne ou Cidre breton ;
- IGP Maine-et-Loire blanc, IGP Maine-et-Loire rosé, IGP Maine-et-Loire rouge.

## Culture locale et patrimoine

### Lieux et monuments
La commune du Guédeniau comporte plusieurs inscriptions à l'inventaire du patrimoine, dont un monument historique.
- Logis de Vendanger, du XVe siècle, Monument historique partiellement inscrit par arrêté du 19 mai 1995 (PA00135549)[47], assiette archéologique médiévale de l'ancienne église priorale[48] et de pèlerinage.

Autres ouvrages inscrits à l'inventaire général du patrimoine culturel :
- Château Monet, des XVIe, XVIIIe et XIXe siècles[49].
- Ruines du château Le Teil, des XVe, XVIIe, XVIIe et XIXe siècles[50].
- Église paroissiale Saint-Germain, des XIIe et XVe ou XVIe siècle[51].
Église du XIIe siècle, ainsi que le chœur, de style roman. La nef est faite en vieux tuffeau ocre et roux qui contraste avec le blanc des fenêtres restaurées au XIXe siècle. Le saint patron, saint Germain, est représenté sur le vitrail central réalisé en 1896 par les maîtres verriers angevins Foulonneau et Chuteau. Il est encadré par les statues de saint Thomas d'Aquin et saint Henri Empereur. Le retable[52] date du XVIIe siècle. L'église Saint-Germain fait partie du circuit des « Églises accueillantes du Baugeois et de l'Anjou ».
- Plusieurs maisons et fermes des XVe, XVIe, XVIIe, XVIIIe et XIXe siècles.
- Manoir Le Boulay du XIXe siècle[53].
- Manoir Le Vieux Boulay des XVe ou XVIe siècle, et XVIIe siècle[54].
- Manoir La Cache des XVIe, XVIIIe et XIXe siècles[55].
- Manoir La Gouleuvre des XVe ou XVIe siècle[56].
- Oratoire[57], route de Baugé, du XIXe siècle et restauré en 1991, représentation Vierge à l'Enfant[58].
- Presbytère des XVIIIe et XIXe siècles[59].

Et autres lieux :
- Moulin à aubes alimenté par l'étang ;
- Fuie ronde d'un château disparu à Maillé ;
- Lavoir à crémaillère inauguré en 1898 ;
- Trois anciens pigeonniers de types différents.

La commune a procédé à la restauration du moulin à eau du centre bourg, en bordure du ruisseau de Bray, avec remise en état de la roue à aubes, le mécanisme hydraulique permettant même une modeste production d'électricité. La salle des machines est accessible.